# Zikavirus
Het zikavirus is een flavivirus en arbovirus dat de ziekte zikakoorts veroorzaakt. Het virus wordt voornamelijk overgebracht door vrouwelijke steekmuggen. De zikakoorts is over het algemeen een milde aandoening waar geen behandeling voor is. De ziekte gaat vaak vanzelf weer over. Er zijn echter aanwijzingen dat besmetting met het virus ernstige gevolgen voor de menselijke gezondheid kan hebben, met name voor de foetus. Het kind zou als gevolg van het virus microcefalie kunnen ontwikkelen, een te kleine schedelomvang met grote gevolgen voor de verdere ontwikkeling.
Het virus is bekend sinds 1947, toen het in het in Oeganda gelegen Zikawoud werd vastgesteld bij een resusaap. Het virus dankt zijn naam aan het betreffende woud.

## Verspreiding van het virus en uitbraken van zikakoorts
Het zikavirus is in 1947 voor het eerst waargenomen in het Zikawoud (Entebbe, Oeganda), bij een onderzoek naar de transmissie van gele koorts bij resusmakaken. Een besmetting met het zikavirus bij de mens werd in 1954 voor het eerst aangetoond, in Nigeria. Daarna bleef het virus tot 2007 buiten beeld.
Eind 2013 werd het zikavirus bij ongeveer 10.000 patiënten gevonden in Frans-Polynesië.

### Verspreiding in Zuid-Amerika
In de periode 2010 t/m 2014 werden in Brazilië minder dan 100 geboortes van baby's met microcefalie per jaar gemeld, maar in 2015 waren dit er meer dan 1200., hetgeen een verband met het Zikavirus deed vermoeden. De virusuitbraak van mei 2015 in Brazilië verspreidde zich over andere landen in Zuid- en Midden-Amerika.
Op 20 januari 2016 werd het eerste geval op Curaçao bevestigd. In Suriname komen eveneens besmettingen voor.
Gezien de omvang van het gebied wordt in 2015 en 2016 van een pandemie gesproken. In januari 2016 waren zoveel ziektegevallen in Zuid-Amerika vastgesteld dat overheden in verschillende landen vrouwen met een kinderwens afraadden om zwanger te worden.
Op 3 september 2016 maakte de Wereldgezondheidsorganisatie bekend dat er tijdens de Olympische Zomerspelen (die waren gehouden in Rio de Janeiro) geen nieuwe gevallen van besmetting zijn geweest, iets waarvoor eerder was gevreesd.

### Verspreiding in Azië
Meldingen van de ziekte waren er begin 2016 ook uit de Maldiven, Thailand, Kaapverdië, de Salomonseilanden, Fiji en Nieuw-Caledonië.
Op 22 maart 2016 werd het eerste geval van het virus in Zuid-Korea gemeld.
Begin september 2016 doken er 27 nieuwe besmettingsgevallen op in Singapore. Het totale aantal besmettingen in Singapore kwam hiermee op 242.

### Verspreiding in Europa
Tussen oktober 2015 en januari 2016 werden in Duitsland vijf gevallen geconstateerd. Het waren zover bekend de eerste waarnemingen in Europa. Op 4 februari 2016 werd het virus vastgesteld bij een zwangere vrouw in Noordoost-Spanje die daarvoor in Colombia was geweest.
Op 6 mei 2016 werd in Spanje melding gemaakt van een uit een met het zikavirus besmette vrouw geboren baby, die reeds bij de geboorte afwijkingen (microcefalie) vertoonde. Het was het eerste concrete geval in Spanje waarbij een baby werd geboren met dergelijke afwijkingen die naar alle waarschijnlijkheid met het virus verband houden.

### Verspreiding in Noord-Amerika
Eind juli 2016 werden er voor het eerst gevallen van besmetting met het virus binnen de VS geconstateerd. Het ging om drie mannen en een vrouw uit Florida, die in de nabijheid van Miami besmet zouden zijn geraakt. De Amerikaanse regering nam een ongebruikelijke maatregel: er werd een negatief reisadvies afgegeven dat alleen gold voor een deel van de stad Miami.

## Onderzoek
Braziliaanse onderzoekers stelden dat een besmetting met het virus mogelijk het syndroom van Guillain-Barré kan veroorzaken.
Eind juli 2016 beweerden Amerikaanse onderzoekers bij proeven op muizen antilichamen tegen het virus te hebben gevonden. Dezelfde antistoffen zouden ook helpen tegen knokkelkoorts.
In augustus 2016 kwam het reeds bestaande niclosamide in beeld als middel tegen het zikavirus.

## Reisadvies
In mei 2018 bracht de Belgische Hoge Gezondheidsraad (HGR) een advies uit voor reizigers naar gebieden waar het zikavirus voorkomt. In dat advies raadt de HGR reizigers aan steeds op de hoogte te blijven van evoluties in de situatie, in het bijzonder welke betrokken gebieden door de Wereldgezondheidsorganisatie zijn ondergebracht in categorie 1 en 2. Dit zijn de gebieden waar een actieve overdracht van het virus is of waar gevallen van overdracht onlangs zijn gemeld. Alle niet-noodzakelijke reizen naar gebieden van categorie 1 en 2 worden door de HGR afgeraden, in het bijzonder voor risicogroepen (zwangere vrouwen, vrouwen die zwanger willen worden en hun partners, peuters, bejaarden en immuungecompromitteerde mensen). Indien de reis absoluut noodzakelijk is, beveeldt de HGR aan alle door het Instituut voor Tropische Geneeskunde (ITG) aanbevolen preventiemaatregelen tegen muggen strikt op te volgen. Ook zouden mensen uit de risicogroepen voor vertrek een arts moeten raadplegen. Zwangere vrouwen, vrouwen die zwanger willen worden en hun partners dienen onbeschermde geslachtsgemeenschap tijdens hun verblijf te vermijden. Na terugkeer moeten mensen met symptomen van een infectie onmiddellijk een deskundige raadplegen. Zwangere vrouwen, vrouwen die zwanger willen worden en hun partners dienen ook als ze geen symptomen hebben geen onbeschermde geslachtsgemeenschap te hebben gedurende zes maanden of totdat ze een deskundige hebben geraadpleegd.